# Xeneretmus leiops
Xeneretmus leiops är en fiskart som beskrevs av Gilbert, 1915. Xeneretmus leiops ingår i släktet Xeneretmus och familjen pansarsimpor. Inga underarter finns listade i Catalogue of Life.